# 紫骨尾魚
紫骨尾魚（學名：Gila purpurea）為輻鰭魚綱鯉形目雅羅魚科骨尾魚屬的其中一種，被IUCN列為易危保育類動物，分布於北美洲美國亞利桑納州頷墨西哥索諾拉州的亞基河流域，本魚體粗短而側扁，眼大，吻鈍，尾鰭基部有黑色斑塊，體長可達14公分，棲息在河川上游有植被生長的底中層水域，屬肉食性，以水生昆蟲、浮游動物、小魚等為食，繁殖期在三月。

## 扩展阅读
維基物種上的相關：紫骨尾魚